# تیم ملی فوتبال زیر ۱۹ سال لهستان
تیم ملی فوتبال زیر ۱۹ سال لهستان (انگلیسی: Poland national under-19 football team) نماینده کشور لهستان در بازی‌های زیر ۱۹ سال است که زیر نظر اتحادیه فوتبال لهستان فعالیت می‌کند.